# Tuomo Puumala
Tuomo Puumala (né le 3 avril 1982 à Kaustinen en Ostrobotnie centrale) est un homme politique finlandais du Parti du centre. Il est vice-président du parti et député de la circonscription de Vaasa.

## Biographie
Depuis la fin de ses études secondaires en 2001, Puumala étudie à l'Université de Jyväskylä. Élu au conseil municipal de Kokkola dès 2000, il débute véritablement sa carrière politique en prenant la tête en 2005 de l'organisation de jeunesse du parti du Centre, l'un des trois principaux partis politiques du pays. Aux législatives de 2007, il reçoit 7 335 votes et est élu en sixième position (pour 17 sièges), un très bon résultat dans une circonscription historiquement favorable à son parti. Il intègre alors la commission des affaires culturelles et devient dans le même temps président du conseil municipal de Kokkola, capitale de la région d'Ostrobotnie-Centrale.
En juin 2008, il est élu à l'un des trois postes de vice-président du parti du Centre, aux côtés de la ministre de l'environnement Paula Lehtomäki et du député Antti Rantakangas, devançant Mari Kiviniemi, la ministre des collectivités locales et des administrations. Les élections municipales  d'octobre 2008 le voient conserver largement la place de son parti au conseil municipal de Kokkola, l'une des rares villes de plus de 30 000 habitants à voir une progression du Centre lors de ces élections, et ce malgré la concurrence des sociaux-démocrates emmenés par leur présidente Jutta Urpilainen.